# Sucha (powiat trzebnicki)
Sucha – osada w Polsce, w województwie dolnośląskim, w powiecie trzebnickim, w gminie Prusice.
Do 31 grudnia 2024 miejscowość była przysiółkiem wsi Pększyn.